# Vaucresson
 Vaucresson é uma comuna francesa na região administrativa da Ilha-de-França, no departamento de Hauts-de-Seine. Estende-se por uma área de 3,08 km². Em 2010 a comuna tinha 8 985 habitantes (densidade: 2 917,2 hab./km²).

## Transportes

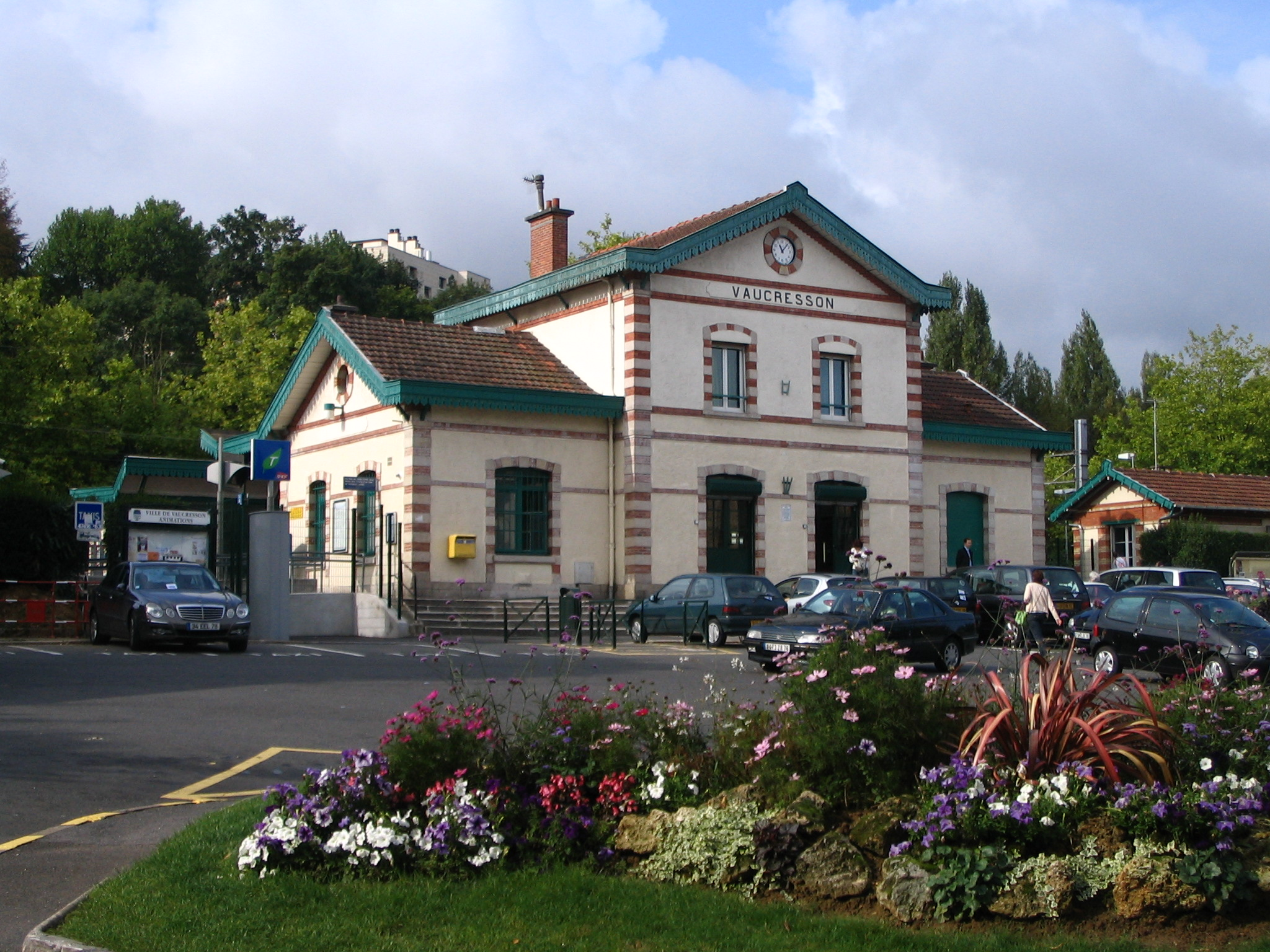
A estação de Vaucresson.

A comuna está ligada de várias maneiras à rede de transportes da Île-de-France:
- pela linha L do Transilien da rede Transilien Paris-Saint-Lazare na estação de Vaucresson;
- 12 paradas entre Transilien Paris-Saint-Lazare e a estação de Vaucresson.
- 07 paradas para os diretos e isso em menos de 30 minutos.
- por muitas linhas de ônibus ligando Vaucresson às comunas limítrofes, através das redes de ônibus da Île-de-France:
  - linha 111 da sociedade de transporte Hourtoule;
  - a linha 426 da rede de ônibus RATP;
  - a linha 460 do Établissement Transdev de Nanterre;
  - o I, F, LAB, M, S e SDM da rede de ônibus Phébus, as linhas S e F conectando Vaucresson a Versalhes. A notar que as linhas LAB e SDM são linhas de vocação escolar.

## Toponímia
A origem do nome da comuna é atestada na forma latinizada Valle Crisonis de 1145.

## Demografia
| 1793 | 1800 | 1806 | 1821 | 1831 | 1836 | 1841 | 1846 | 1851 |
| ---- | ---- | ---- | ---- | ---- | ---- | ---- | ---- | ---- |
| 254  | 258  | 347  | 231  | 283  | 286  | 304  | 318  | 282  |

| 1856 | 1861 | 1866 | 1872 | 1876 | 1881 | 1886 | 1891 | 1896 |
| ---- | ---- | ---- | ---- | ---- | ---- | ---- | ---- | ---- |
| 332  | 341  | 315  | 362  | 331  | 623  | 526  | 670  | 804  |

| 1901  | 1906  | 1911  | 1921  | 1926  | 1931  | 1936  | 1946  | 1954  |
| ----- | ----- | ----- | ----- | ----- | ----- | ----- | ----- | ----- |
| 1 016 | 1 127 | 1 231 | 1 816 | 2 269 | 2 596 | 2 718 | 3 283 | 4 268 |

| 1962 | 1968  | 1975  | 1982  | 1990  | 1999  | - | - | - |
| --- | ----- | ----- | ----- | ----- | ----- | - | - | - |
| 6 690 | 8 065 | 9 257 | 8 313 | 8 118 | 8 141 | - | - | - |
| Para os censos de 1962 a 2006 a população legal corresponde à popolução sem duplicidades, segundo define o INSEE. |       |       |       |       |       |   |   |   |

## Cultura local e patrimônio
A comuna conta um monumento listado no inventário dos monumentos históricos e 35 lugares e monumentos listados no inventário geral do patrimônio cultural. Além disso, existem 4 objetos listados no inventário de monumentos históricos e 33 itens listados no inventário geral do patrimônio cultural.